# Spheginoides
Spheginoides is een vliegengeslacht uit de familie van de zweefvliegen (Syrphidae).

## Soorten
- S. obscurus Szilady, 1939